# واتسون واشبورن
واتسون واشبورن (بالإنجليزية: Watson Washburn)‏ مواليد 13 يونيو 1894 في نيويورك - الوفاة 2 ديسمبر 1973 في نيويورك، كان لاعب كرة مضرب أمريكي بدأ مسيرته كمحترف سنة 1910 وكان يلعب باليد اليمنى، اعتزل اللعب في 1937. أعلى تصنيف له في الفردي كان المركز الـ 5.

## النهائيات

### الزوجي (الوصافة 3)
| الحصيلة | السنة | البطولة                     | الشريك           | المنافس في النهائي          | النتيجة في النهائي       |
| ------- | ----- | --------------------------- | ---------------- | --------------------------- | ------------------------ |
| الوصافة | 1921  | بطولة أمريكا المفتوحة للتنس | آر نوريس ويليامز | فنسنت ريتشاردز بيل تيلدن    | 11–13, 10–12, 1–6        |
| الوصافة | 1923  | بطولة أمريكا المفتوحة للتنس | آر نوريس ويليامز | برايان نورتون بيل تيلدن     | 6–3, 2–6, 3–6, 7–5, 2–6  |
| الوصافة | 1924  | ويمبلدون                    | آر نوريس ويليامز | فرانسيس هنتر فنسنت ريتشاردز | 3–6, 6–3, 10–8, 6–8, 3–6 |

## روابط خارجية
- واتسون واشبورن على موقع رابطة محترفي التنس (الإنجليزية)
- واتسون واشبورن على موقع الاتحاد الدولي لكرة المضرب (الإنجليزية)
- واتسون واشبورن على موقع كأس ديفيز (الإنجليزية)
- واتسون واشبورن على موقع قاعة مشاهير كرة المضرب الدولية (الإنجليزية)
- واتسون واشبورن على موقع بطولة ويمبلدون (الإنجليزية)
- واتسون واشبورن على موقع خلاصة التنس.كوم (الإنجليزية)
- واتسون واشبورن على موقع أوليمبيديا (الإنجليزية)